# Ride the High Country
Ride the High Country (Brasil: Pistoleiros do entardecer / Portugal: Os pistoleiros da noite) é um filme estadunidense de 1962, do gênero faroeste, dirigido por Sam Peckinpah. O roteiro é de N.B. Stone Jr., com a colaboração (não creditada) de Robert Creighton Williams e Sam Peckinpah. O filme reúne em um último grande trabalho, os antigos astros dos filmes de Velho Oeste, Randolph Scott e Joel McCrea.
Em 1992, Ride the High Country foi selecionado para preservação no National Film Registry pela Biblioteca do Congresso dos Estados Unidos como sendo considerado "cultural, histórica ou esteticamente significativo". 

## Sinopse
Dois veteranos e grandes ex-homens da lei se encontram num show de entretenimento. Gil Westrum, junto com seu jovem parceiro Heck Longtree, demonstram suas habilidades com armas de fogo, a custa de alguns trocados. Já seu antigo colega Steve Judd, agora trabalha como guarda de segurança para uma grande mineradora. Ele conta que irá buscar uma carga de ouro em uma das jazidas e precisa de alguns homens de confiança para ajudá-lo na perigosa jornada.Westrum e Longtree logo aceitam o trabalho, mas na verdade planejam roubar o ouro na primeira oportunidade.
Durante a viagem e uma parada em um rancho, acabam aceitando levar Elsa, uma jovem noiva, que vai se casar com um dos garimpeiros, Billy. Mas ela quer mesmo é fugir dos maltratos de seu pai dominador. Quando chegam ao campo de mineração, a moça descobre que na verdade a intenção de seu noivo é transformá-la em prostituta dele e de seus três irmãos, semi-animalescos. O jovem Longtree, que se apaixonara por Elsa, ajuda-a a fugir dos homens, que passam a perseguir a moça e o trio de guardas. Além da perseguição, Judd terá que se confrontar com Westrum, que não desistiu do ouro.

## Elenco
- Randolph Scott… Gil Westrum
- Joel McCrea… Steve Judd
- Mariette Hartley… Elsa Knudsen
- Ron Starr… Heck Longtree
- Edgar Buchanan… Juiz Tolliver
- R.G. Armstrong… Joshua Knudsen
- Jenie Jackson… Kate
- James Drury… Billy Hammond
- L.Q. Jones… Sylvus Hammond
- John Anderson… Elder Hammond
- John Davis Chandler… Jimmy Hammond
- Warren Oates… Henry Hammond